# Mads Brenøe
Mads Brenøe (født 24. februar 1968) er en dansk forfatter uddannet fra Forfatterskolen 1991. Han er kendt for sine meget aggressive og voldelige tekster, der bl.a. omhandler incest og brutal vold. Hans første novellesamling udkom i 1993, med navnet "Så megen vrede". Siden har opmærksomheden omkring ham ikke været stor.
Den mest omdiskuterede novelle, han har udgivet er fra "Så megen vrede", er "Eva" som omhandler en ensom psykopats tortur og projekt med en voksen kvinde. Brenøe imponerer med sit velformulerede ordbrug, og brugen af jeg-fortæller i denne novelle efterlader os med en skræmmende følelse af ambivalens for hovedpersonen. En ambivalens af både afsky og forståelse.
Han beskriver i sine noveller de skæve og anonyme eksistenser, og altid på en måde, så man ved en gennemgående analyse kan få en forståelse for, hvordan disse mennesker er, og hvorfor de er, som de er.

## Andre udgivelser
- Fisk (radiodrama) (1996)
- Møtrikker

### Filmmanuskript
- Surferne kommer (1998)
- Humørkort-stativ-sælgerens søn (2002)

### Tv-serie
- Løjserne

## Udvalgte tekster
- Lægen (1998)